# Auberville-la-Manuel
Auberville-la-Manuel là một xã thuộc tỉnh Seine-Maritime trong vùng Normandie miền bắc nước Pháp.

## Huy hiệu
| Arms of Auberville-la-Manuel | The arms of Auberville-la-Manuel are blazoned: Gules, a cross argent between 1: the local castle door flanked by 2 towers; 2: a bouquet of 3 wheat stalks; 3: 3 flax flowers slipped and leaved and 4: a cow Or. |

## Dân số
| Năm | 1962 | 1968 | 1975 | 1982 | 1990 | 1999 | 2006 |
| --- | ---- | ---- | ---- | ---- | ---- | ---- | ---- |
| Dân số | 174  | 207  | 166  | 145  | 127  | 103  | 118  |
| From the year 1962 on: No double counting—residents of multiple communes (e.g. students and military personnel) are counted only once. |      |      |      |      |      |      |      |